# Раффаеле Бореа Річчі д'Ольмо
Раффаеле Бореа Річчі д'Ольмо (італ. Raffaele Borea Ricci d'Olmo, 20 грудня 1857, Альбенга — 8 лютого 1942, Генуя) — італійський адмірал.

## Біографія
Раффаеле Бореа Річчі народився 20 грудня 1857 року в місті Альбенга (Лігурія) у шляхетній родині. Він був двоюрідним братом Раффаеле Кадорна та родичем Марчелло Амеро д'Асте Стелла. Завдяки останньому він вирішив обрати військову кар'єру і протягом 1871—1875 років навчався у військово-морській школі в Генуї, закінчивши її у званні гардемарина.
Ніс службу на різних кораблях, зокрема на броненосцях «Палестро» та «Террібіле». Після отримання звання лейтенанта ніс службу на фрегатах «Вітторіо Емануеле», «Січіліа», командував міноносцями.
У 1902 році у званні капітана I рангу командував крейсером «Ельба».
Протягом 1902—1904 років здійснив навколосвітній похід. У 1903 році перебував біля берегів Венесуели, де у складі міжнародних сил брав участь у блокаді під час Венесуельської кризи 1902—1903 років.
У лютому 1904 року був свідком бою біля Чемульпо, яким розпочалась російсько-японська війна.
У наступні роки Раффаеле Бореа Річчі командував обороною острова Ла-Маддалена, надалі був начальником штабу Військово-морського департаменту Венеції, потім — Ла-Спеції. У 1909 році отримав звання контрадмірала.
З початком італійсько-турецької війни був призначений командувачем 2-ї морської ескадри, куди входили броненосці «Ре Умберто», «Сарденья» та «Січілія» (флагманський корабель). Ескадра здійснювала обстріли лівійського узбережжя та забезпечувала висадку десанту. За участь у війні удостоєний звання командора Савойського військового ордена.
5 жовтня 1911 року Раффаеле Бореа Річчі був призначений першим губернатором Італійської Триполітанії, проте через декілька днів передав цю посаду генералу Карло Канева.
У 1912 році отримав звання віцеадмірала. Був віцепрезидентом Верховної ради флоту (італ. Consiglio superiore di Marina), потім до 1915 року був командувачем військово-морського департаменту у Венеції, після чого вийшов у відставку.
Помер 8 лютого 1942 року в Генуї.

## Нагороди

### Італійські
- Командор Савойського військового ордена
- Командор Ордена Корони Італії
- Офіцер Ордена Святих Маврикія та Лазаря
- Пам'ятна медаль африканської кампанії
- Золотий хрест за вислугу років

### Іноземні
- Кавалер ордена Почесного легіону (Франція)
- Кавалер Ордена Данеброг